# Wilhelm Seel (Politiker)
Friedrich Wilhelm Seel (* 7. Dezember 1866 in Mainz; † 4. August 1921 ebenda) war ein hessischer Politiker (SPD Hessen) und ehemaliger Abgeordneter des Landtags des Volksstaates Hessen in der Weimarer Republik.
Wilhelm Seel war der Sohn des Schuhmachers Johann Philipp Seel und dessen Frau Henriette geborene Butler. Wilhelm Seel, der evangelischer Konfession war, heiratete Margareta geborene Steigmeier. Bis 1900 arbeitete er als Küfer. 1900 bis 1905 war er Angestellter der OKK-Mainz. 1905 bis Dezember 1909 war er hauptamtlicher Gauleiter des Böttcherverbandes mit Sitz in Mainz. Zwischen Januar 1910 und September 1920 war er SPD-Parteisekretär in Mainz und ging dann wegen schwerer Erkrankung in den Ruhestand.
1901 bis 1907 war er Stadtverordneter in Mainz und 1919 bis 1921 Landtagsabgeordneter. Sein Nachfolger im Landtag war Martin Reck.
Wilhelm Seel war 1914 Vorsitzender der Filiale des Böttcherverbands und Aufsichtsratsmitglied des Konsumvereins in Mainz.